# Igričar
Igričar (angleško gamer) je nekdo, ki se večinoma ukvarja z igranjem videoiger. Angleški izraz gamer izhaja iz angleške besede za igro, game. Igralec je lahko nekdo, ki se z igranjem iger preživlja (npr. različni YouTuberji, kot so CaptainSparklez, PewDiePie, DomenGamer itd.) ali nekdo, ki občasno čas preživlja z igranjem ali s preučevanjem iger. 
Okoli sveta je veliko igralskih skupnosti. Veliko od teh se nahaja na forumih za razprave ali virtualnih skupnostih. Veliko igralcev se združuje na Steamu, igralni platformi ameriškega podjetja Valve.
V ZDA je običajni igričar star 30 let, ter igra videoigre že več kot 12 let. V Veliki Britaniji podatki iz leta 2007 govorijo o tem, da je običajni igralec star 23 in igra računalniške igre več kot 10 let in porabi okoli 11 ur na teden za igre.

## Identiteta
Avatar, uporabniško ime, igralno ime, zaslonsko ime ali alias je ime igralca (po navadi psevdonim), ki ga uporablja v igri. Uporaba imen je razširjena v igrah na spletu, večigralskih igrah itd.